# Муншар
Муншар (мальт. Munxar) — деревня на юге острова Гоцо, Мальта, с населением 1019 человек, находящаяся недалеко от деревни Саннат.
Название Муншар (мальт. Munxar) с мальтийского переводится как лучковая пила, которая в свою очередь представлена на гербе деревни.
Первые упоминания о деревне относятся к XVI веку, но археологические раскопки повествуют о том, что первые постройки в данном регионе были ещё во времена Римской империи. Согласно переписи тех лет, население Муншара составляло 200 человек и она была частью деревни Саннат. В те годы жители Муншара часто посещали Саннат с торговыми и религиозными целями, так как собственной церкви в деревне не было.
Местная церковь, строительство которой началось в 1914 году, сооружалась из местного мальтийского камня. Её открытие и освящение в честь св. апостола Павла состоялось в 1925 году. В 1957 году церкви был присвоен статус приходской и Муншар стала последней деревней на Гоцо, получившей собственный приход. Главные религиозные празднества проходят в деревне ежегодно 10 февраля и в третье воскресенье марта.
Вблизи деревни находится бухта Шленди, довольно популярное туристское место для купания. Также там располагаются небольшое деревенское рыболовство.
Знаменитым уроженцем деревни является знаменитый мальтийский профессор Джозеф Акилина.